# فريد أحمدوف
فريد تراب أوغلو أحمدوف (بالأذرية: Fərid Turab oğlu Əhmədov؛ من مواليد 14 يوليو 1977) وزير العدل في جمهورية أذربيجان منذ 27 فبراير 2024.

## السيرة الذاتية
وُلِد فريد أحمدوف في 14 يوليو 1979 في باكو. وفي عام 1996 تخرج من مدرسة رقم 43 في باكو.
تخرج فيما بعد من كلية الحقوق بجامعة باكو الحكومية بدرجة البكالوريوس في 2000 وحصل على درجة الماجستير في حقوق الإنسان الدولية من جامعة إسيكس في المملكة المتحدة في إطار برنامج منحة تشيفنينج (2003).
في عام 2009، دافع أحمدوف بنجاح عن أطروحته في أكاديمية الإدارة العامة وحصل على درجة الدكتوراه في القانون بقرار من لجنة التصديق العليا.
أكمل درجة الدكتوراه في القانون في جامعة أكسفورد (2017) في إطار برنامج منحة وايدنفيلد، بهدف لعب "دور مهم في أذربيجان من خلال إدخال إصلاحات جوهرية في القضاء وغرس سيادة القانون" المهنة.
انخرط أحمدوف في أنشطة أكاديمية في جامعة باكو الحكومية وجامعة أكسفورد وجامعة ADA، وشغل منصب رئيس جامعة أذربيجان من عام 2015 إلى عام 2017.

## نشاته
بدأ حياته المهنية في مجال القانون عام 2000 وعمل في مناصب مختلفة في جهاز المحكمة الدستورية من عام 2004 إلى عام 2006 وفي جهاز الجمعية الوطنية (أذربيجان) من عام 2006 إلى عام 2007.
شغل منصب نائب المدير العام لشركة "ميناء باكو الدولي للتجارة البحرية" المساهمة المغلقة من عام 2017 إلى عام 2020.
في عام 2021، أصبح أحمدوف مستشارًا لوزير التنمية الرقمية والنقل، وفي عام 2022، تم تعيينه نائبًا لوزير التنمية الرقمية والنقل بموجب مرسوم صادر عن رئيس جمهورية أذربيجان.
من عام 2023 إلى عام 2024، شغل منصب عضو ومتحدث عام وعضو مكتب لجنة حقوق الإنسان التابعة للأمم المتحدة.
تم تعيين أحمدوف وزيرًا للعدل في جمهورية أذربيجان، بموجب مرسوم صادر عن رئيس جمهورية أذربيجان في 27 فبراير 2024.

## أنظر أيصا
- وزارة العدل (أذربيجان)